# Mambo!
Mambo! — пісня грецької співачки Єлени Папарізу, записана для міжнародного альбому The Game of Love у двох версіях — грекомовній та англомовній.

## Історія видання
Офіційний реліз CD-сингл відбувся в таких країнах: Австрія, Бельгія, Данія, Фінляндія, Греція, Ірландія, Італія, Нідерланди, Норвегія, Польща, Швеція, Швейцарія і Велика Британія. Як радіосингл пісня також вийшла в таких країнах: Естонія, Франція, Японія, Румунія, Росія, Україна, Сербія тощо.
20 травня 2006 року Єлена Папарізу виступила на сцені Євробачення 2006, виконавши переможну My Number One на відкритті і Mambo! у інтервал-акті.
Музичне відео на пісню представлене в Греції у лютому 2006 року. Воно відзняте на греко-англомовну версію.

## Список композицій
Велика Британія — CD
1. «Mambo!» [Radio edit] — 3:06
2. «Mambo!» [Alex K remix] — 6:05
3. «Mambo!» [Flip & Fill remix] — 6:38
4. «Mambo!» [Ruff & Jam club mix] — 7:42
5. «Mambo!» [Dancing DJ's remix] — 6:08
6. «Mambo!» [Fugitive club mix] — 6:35

Греція — CD
1. «Mambo!» [Greek version] — 3:05
2. «Panta Se Perimena» (Idaniko Fili) — 3:50
3. «I Agapi Sou Den Meni Pia Edo» (Aşkın Açamadığı Kapı)
4. «Asteria» — 3:52
5. «Mambo!» [English version] — 3:06

Нідерланди — CD
1. «Mambo!» [English version] — 3:06
2. «You Set My Heart on Fire» — 3:13
3. «Mambo!» [Greek version] — 3:05

Скандинавія — CD
1. «Mambo!» [English version] — 3:06
2. «Mambo!» [Greek version] — 3:05

Австрія/Бельгія/Швеція — CD
1. «Mambo!» [English version] — 3:06
2. «You Set My Heart on Fire» — 3:13

Італія — вініл

Сторона A:
1. «Mambo!» [Ruff & Jam remix]
2. «Mambo!» [Original version] — 3:05

Сторона B:
1. «Mambo!» [Bikini extended mix]
2. «Mambo!» [Ruff & Jam radio edit]

## Позиції в чартах
| Чарт                          | Пікова позиція |
| ----------------------------- | -------------- |
| Greek Singles Top 50 Chart    | 1              |
| Estonian Top 40 Chart         | 1              |
| Swedish Airplay Chart         | 2              |
| Swedish Top 60 Singles        | 5              |
| Ultratop Downloads Vlaanderen | 6              |
| UK Club Breakers Chart        | 6              |
| UK Commercial Club Chart      | 9              |
| Romanian Airplay Chart        | 13             |
| UK Club Dance Charts          | 16             |
| Belgian Singles Chart         | 18             |
| Swedish Dance Chart           | 19             |
| Romanian Top Of The Year 2006 | 23             |
| Finnish Dance Chart           | 26             |
| Russian Airplay Chart         | 41             |
| Eurochart Hot 100 Singles     | 53             |
| French Airplay Top 100        | 82             |
| UK Official Singles Chart     | 185            |

## Сертифікати
| Чарт                  | Провайдер | Пікова позиція | Сертифікат | Продано копій |
| --------------------- | --------- | -------------- | ---------- | ------------- |
| Greek Singles Chart   | IFPI      | 1              | платиновий | 20,000+       |
| Swedish Singles Chart | GLF       | 5              | золотий    | 20,000+       |